# Maphevu Dlamini
Maphevu Harry Dlamini (* 31. März 1922; † 25. Oktober 1979 in Mbabane) war ein swasiländischer Politiker und von 1976 bis 1979 Premierminister Swasilands.
Der aus der königlichen Familie stammende Premierminister diente zunächst in der Armee und brachte es dort bis zum Rang eines Obersts (Colonel). Nach seiner Ernennung unterstützte er die Politik von König Sobhuza II., der am 25. März 1977 das parlamentarische System abschaffte. Dlamini starb im Amt.
| Personendaten    | Personendaten                                            |
| ---------------- | -------------------------------------------------------- |
| NAME             | Dlamini, Maphevu                                         |
| ALTERNATIVNAMEN  | Dlamini, Maphevu Harry                                   |
| KURZBESCHREIBUNG | swasiländischer Politiker, Premierminister von Swasiland |
| GEBURTSDATUM     | 31. März 1922                                            |
| STERBEDATUM      | 25. Oktober 1979                                         |
| STERBEORT        | Mbabane                                                  |